# THOUET Mundartpreis der Stadt Aachen
Der THOUET-Mundartpreis der Stadt Aachen ist eine Auszeichnung, mit der Personen oder Institutionen geehrt werden, die sich um die Förderung, den Erhalt oder die Pflege der Aachener Mundart – des Öcher Platt – verdient gemacht haben.

## Vorgeschichte
Um sicherzustellen, dass das Öcher Platt nicht in Vergessenheit gerät oder gar ausstirbt, widmen sich bereits seit mehreren Jahrzehnten mehrere Aachener Vereine und Institutionen auch außerhalb der Karnevalssession der Aachener Mundartpflege. Neben dem 1907 gegründeten Verein „Öcher Platt e. V.“ sind es vor allem die Mundarttheater „Alt-Aachener Bühne 1919 e.V.“, „Öcher Schängche“, „Aachener Heimattheater Bühnenfreunde 1947 e.V.“ und seit 1990 der „Öcher Verzäll e.V.“, die die Aachener Mundart entsprechend ganzjährig anbieten. Auch an einigen Aachener Schulen werden junge Menschen in Form von Arbeitsgemeinschaften oder Projektwochen an diesen Dialekt herangeführt. Schließlich werden über das Jahr verteilt zu verschiedenen Anlässen auch kirchliche Messen in Öcher Platt zelebriert.
Nachdem in den 1970er und 1980er Jahren das Öcher Platt in der Gesellschaft Akzeptanzprobleme bekommen hatte, rief der Aachen Modedesigner und ehemalige Karnevalsprinz Christophe I. Thouet (1960–2014) den so genannten „THOUET-Mundartpreis der Stadt Aachen“ ins Leben. Dieser Idee schloss sich ab 2001 auch die Stadt Aachen an und gründete zu diesem Zweck im Jahr 2011 auch den Förderverein „THOUET Mundartpreis der Stadt Aachen e.V.“ zur Förderung und Unterstützung für die Aufarbeitung des Aachener Sprachschatzes, seiner Veröffentlichung und Verbreitung. Der im Jahr 2011 gegründete Verein will die Aachener Mundart durch die Preisverleihung stärken und die Dokumentation des Aachener Sprachschatzes sowie ihre muttersprachliche Verwendung durch die Bürger fördern.

## Der Preis
Der Preis ist mit 1.000 Euro dotiert und wird traditionell am Dreikönigstag, dem 6. Januar, im Krönungssaal des Aachener Rathauses verliehen. Mit dieser Ehrung werden Vereine, Institutionen oder Einzelpersonen ausgezeichnet, die sich um die Förderung, den Erhalt oder die Pflege der Aachener Mundart maßgeblich verdient gemacht haben. Darüber hinaus wurde seit 1993 mit der „Drei-Königs-Kette“ noch eine Sonderform des Preises kreiert, mit der Persönlichkeiten für herausragende Leistungen zur Förderung der Mundart geehrt werden. Diese Sonderform wurde bisher erst fünfmal verliehen, darunter an Ulla Schmidt. 2017 ging diese Kette an die Unternehmerin Caroline Reinartz, während der Mundartpreis an Gerhard Dünnwald verliehen wurde.

### Bisherige Preisträger
Erste Preisträgerin war die Alt-Aachener Bühne. Es sollte damit ein neues Bewusstsein für die Verwendung des Öcher Platts und seiner Sprachkultur geschaffen werden.
- 1985 – Alt Aachener Bühne
- 1986 – Öcher Schängche
- 1987 – Verein Öcher Platt
- 1988 – Lehrer AG Öcher Platt
- 1989 – This Kluck und Hildegard Barner
- 1990 – Franz Baumann
- 1991 – Hans Alt
- 1992 – Jürgen Linden
- 1993 – Gottfried Creutz
- 1994 – Herbert Havertz
- 1995 – Familie Willi Becker
- 1996 – Hubert Crott
- 1997 – Hein Engelhardt
- 1998 – Manfred Birmans
- 1999 – Richard und Ulrich Wollgarten
- 2000 – Günther Kerkhoffs und die Schüler der Marktschule Brand
- 2001 – Leo Lamm
- 2002 – Gitta Haller
- 2003 – Capella a Capella
- 2004 – Uwe Brandt
- 2005 – Karl Allgaier
- 2006 – Gerd und Christel Leuchtenberg
- 2007 – Ägid Lennartz
- 2008 – Pater Georg Mießen OSB und Diakon Manfred Oslender
- 2009 – Manfred Savelsberg
- 2010 – Bernd Büttgens
- 2011 – René Brandt
- 2012 – Herbert K. Oprei
- 2013 – Ina Gröbner
- 2014 – Dieter Kaspari
- 2015 – Leo Bardenheuer
- 2016 – Markus Krings
- 2017 – Gerhard Dünnwald
- 2018 – Dieter Böse
- 2019 – Elfriede Schultz
- 2020 – Markus Dederichs
- 2022 – Albert Henrotte
- 2023 – Laura Lennartz
- 2024 – Paul Drießen
- 2025 – Hein Schnitzler
- 2026 – Aachener Domsingschule (designiert)[3]

### Bisherige Preisträger der „3-Königs-Kette“ (Sonderpreis)
- 1993 – Hans Hahn
- 1995 – Heini Mercks
- 1998 – Matthias Stevens
- 2002 – Ulla Schmidt
- 2015 – Hubert Herpers
- 2017 – Caroline Reinartz († 2017)
- 2024 – Otto Trebels